# Third Person
(Tagline del film)
Third Person è un film del 2013 scritto e diretto da Paul Haggis.
La pellicola è stata presentata in anteprima mondiale il 9 settembre 2013 durante il Toronto International Film Festival.

## Trama
Michael è uno scrittore, vincitore del Premio Pulitzer, rifugiatosi in una camera d'albergo di Parigi per finire il suo ultimo libro. L'uomo ha recentemente lasciato la moglie Elaine e sta vivendo una relazione burrascosa con la giovane e ambiziosa scrittrice Anna, una donna che sa perfettamente quello che vuole, ma che nasconde un oscuro segreto. 
Allo stesso tempo Scott, un ambiguo uomo d'affari americano, si trova a Roma per rubare gli schizzi dei nuovi modelli di famose case di moda. Odiando qualsiasi cosa sia italiana, Scott è in cerca di qualcosa di decente da mangiare quando incontra Monika, una gitana dalla bellezza mozzafiato, che sta cercando di ricongiungersi con la figlia. Ma quando i soldi che la donna aveva risparmiato per salvare la bambina dalle mani di un trafficante le vengono rubati proprio da Scott, egli preso dai sensi di colpa, si sente in dovere di aiutarla. Entrambi partono per Taranto e qui Scott inizia a sospettare di essere la vittima di una truffa ben congegnata. 
Julia, un'ex attrice di soap opera, è impegnata nella battaglia legale per la custodia del figlio di sei anni contro l'ex marito Rick, famoso artista newyorkese. A causa dei mancati sussidi e delle ingenti spese legali, Julia è costretta a lavorare come cameriera nello stesso albergo di lusso dove una volta era un'ospite assidua. L'avvocato di Julia, Theresa, le sta però procurando un'ultima possibilità per far cambiare idea al tribunale e riottenere così la custodia del bambino.

## Produzione
Le riprese del film sono iniziate il 17 ottobre 2012 e si sono svolte nei veri luoghi dove si svolgono le storie del film, ovvero Roma, tra cui gli studios di Cinecittà, Taranto, Parigi e New York.

## Spiegazione
Tutte le storie appartengono allo scrittore.
Alla fine, egli vede suo figlio sulla fontana: il figlio che ha perso in un tragico incidente in piscina. Si sente colpevole e, incapace di affrontare il dolore, si allontana dalla moglie, rifugiandosi nel lavoro. Cerca di espiare la propria colpa attraverso il racconto della coppia di Roma. Qui, un truffatore di vestiti perde un figlio in piscina e subisce l'odio della moglie, un avvocato che rappresenta una giovane donna di New York. Quest'ultima vive un dramma simile alla moglie dello scrittore, ma nella realtà la moglie dello scrittore non ha mai espresso apertamente quel dolore. Il truffatore, nel tentativo di riscattarsi, cerca di salvare una bambina e si innamora di una donna, sperando di cambiare la propria realtà e redimersi per la vita che non è riuscito a proteggere.
Lo scrittore cerca poi di concedersi il perdono attraverso la coppia di New York. Qui, una giovane donna inesperta non viene creduta dal compagno e non ha modo di dimostrare di non essere responsabile di uno shock subito da un bambino. Alla fine, il compagno le concede una forma di clemenza, permettendole di rivedere il figlio. Attraverso questa storia, lo scrittore spera di trovare un appiglio per assolversi, ma non è ancora certo di meritare il perdono.
Nel tentativo di riscoprire l'amore della sua vita, sua moglie, lo scrittore crea Anna: una musa che lo trattiene dal precipitare nel dolore del passato. Tuttavia, Anna vive un rapporto torbido con il padre, un legame che lui inconsciamente collega alla propria famiglia. Forse perché la moglie, debilitata dal dolore, si era già allontanata da lui ancor prima del dramma in piscina. Questo amore filiale morboso diventa un riflesso delle dinamiche umane e delle relazioni spezzate.
Anna incarna una rabbia che lo scrittore subisce quasi volontariamente. È il castigo che avrebbe voluto infliggersi, ciò che avrebbe voluto ricevere dalla moglie come punizione per la sua colpa. Ma la moglie non lo ha mai odiato, e questa assenza di condanna riecheggia anche nella storia di New York.
Alla fine del film, la moglie lo supplica di tornare. Leggendo il manoscritto che lui le ha inviato e riascoltando i loro dialoghi, collega i punti e scopre il suo tradimento. Comprende di aver commesso errori quanto lui, di non essere stata una moglie e un'amica presente. Realizza che quell'uomo è distrutto da molteplici perdite e da un senso di colpa inestinguibile, costretto a convivere con i fantasmi del passato. Ma soprattutto capisce che, ancor prima della morte del figlio, ha sbagliato nel riversare tutto il suo amore su di lui, dimenticando se stessa e la donna che un tempo era. Lo scrittore, nel tradimento e nei mesi successivi, ha cercato disperatamente di ritrovare proprio quell’immagine di lei: la donna "Anna" che aveva perso.
Il "Guardami", ripetuto in tre scene da due voci femminili e infine dal figlio, insieme alle dissolvenze che accompagnano la sparizione dei personaggi, sottolinea l'intreccio delle storie e il legame profondo tra le implicazioni emotive dello scrittore e i suoi personaggi.
In ciascuna delle tre storie è presente una "terza persona": un'entità o un affetto che influenza profondamente l'animo di chi è al centro della vicenda. Inoltre, il titolo "Terza Persona" richiama anche la prospettiva narrativa: una visione esterna, distaccata, come se lo scrittore osservasse se stesso e le proprie ferite attraverso le sue creazioni, senza mai avere il coraggio di riconoscersi o accettarsi davvero, continuando a rimanere uno spettatore inerte della propria vita.

## Cast
All'avvio della produzione, gli attori Jude Law e Naomi Watts furono scritturati per partecipare al film, ma poi hanno dovuto rinunciare.
Questo è il quarto film in cui James Franco e Mila Kunis lavorano insieme, dopo Notte folle a Manhattan, Tar e Il grande e potente Oz.

## Colonna sonora

### Tracce
1. Chiaro[2] – Gigi D'Alessio
2. Il mio amico – Anna Tatangelo
3. Cronaca d'amore – Gigi D'Alessio
4. Pazzo di lei – Biagio Antonacci
5. Sarai – Gigi D'Alessio e Anna Tatangelo
6. Non dormo mai – Erica Mou
7. Morna – Vinicio Capossela
8. Gun – Serebro
9. The Only Thing – Moby

## Distribuzione
Il film è stato distribuito in Belgio in 30 aprile 2014, mentre negli Stati Uniti il 20 giugno.
In Italia, il film è stato distribuito nelle sale cinematografiche a partire dal 2 aprile 2015.

## Riconoscimenti
- 2014 - Capri, Hollywood
  - Capri Mediterranean Award a Moran Atias